# بنسو اویل
بنسو اویل (انگلیسی: Benso Oil) شرکت صنایع غذایی غنایی است، که در سال ۱۹۷۸ تأسیس شد.